# Boulieu-lès-Annonay
Boulieu-lès-Annonay település Franciaországban, Ardèche megyében. Lakosainak száma 2255 fő (2022. január 1.). Boulieu-lès-Annonay Annonay, Davézieux, Saint-Clair, Saint-Marcel-lès-Annonay, Savas és Burdignes községekkel határos.

## Népesség
A település népességének változása:
| Lakosok száma | 1459 | 1767 | 1942 | 2067 | 2156 | 2235 | 2300 | 2376 | 2332 | 2255 |
|               | 1968 | 1982 | 1990 | 2006 | 2013 | 2015 | 2017 | 2019 | 2020 | 2022 |